# فرانک فرلین
فرانک فرلین (انگلیسی: Frank Verleyen؛ زادهٔ ۲۶ فوریهٔ ۱۹۶۳) دوچرخه‌سوار اهل بلژیک است.